# ماشا داشكينا مادوكس
ماريا "ماشا" داشكينا مادوكس: هي راقصة أوكرانية حديثة ومعلمة رقص. هي راقصة رئيسية سابقة لدى شركة مارثا جراهام للرقص، وهي مؤسسة ومديرة مهرجان ويك فورست للرقص.

## النشأة والتعليم
ولدت ماريا داشكينا مادوكس في كييف بأوكرانيا. عندما كانت طفلة؛ درست الباليه الكلاسيكي، وتدربت على طريقة فاغانوفا. انتقلت إلى الولايات المتحدة؛ عندما كانت شابة ودرست تحت إشراف روث وايزن في باليه توماس آرمور للشباب في ميامي بفلوريدا. تخرجت من مدرسة العالم الجديد للفنون.

## الحياة المهنية
في عام 2007، انضمت داشكينا مادوكس إلى شركة مارثا جراهام للرقص في مدينة نيويورك، وتم ترقيتها في النهاية إلى رتبة راقصة رئيسية. أدت العديد من الأدوار القيادية في أعمال جراهام بما في ذلك العروس في ربيع الأبلاش، أريادن فيإراند داخل المتاهة، امرأة بالأحمر فيلهو الملائكة، حواء في حديقة محاصرة، محادثة الثنائي للعشاق، ورقصت أدواراً مميزة فيضياع ومداخل، وقائد الخطوات في شارع منكرونيكل، وقائد الجوقة في رحلة ليلية، وأرتميس في فايدرا، والمنفردة سيريناتا موريسكا. إلى جانب أعمال جراهام، قدمت داشكينا مادوكس أيضًا أعمالًا لمصممي الرقصات المعاصرين؛ بما في ذلك: لاري كيجوين، ريتشارد موف، لوكا فيجيتي، لار لوبوفيتش، بولاريونج باجارلافا، أدونيس فونياداكيس، آنا سوكولو، روبرت ويلسون، أزور بارتون. ظهرت في فيديو تعليمي حول تقنية مارثا جراهام للمبتدئين من إخراج ميكي أوريهارا وسوزان كيكوتشي وإنتاج دانس سبوتلايت.
ظهرت في مجلة الرقص، ومجلة ديور، ومجلة برودواي للرقص، وكانت في فيلم يسقط ليعلو ، من إخراج جايسي بارتوك. وقد صممت أيضًا نماذج لمصوري الرقص، وظهرت في كُتب زهرة الحلوى لـ غييرمو ليكورغو،فن الحركة لـ كين بروار وديبورا اوري.
درّست داشكينا مادوكس الباليه والرقص الحديث في مركز مارثا جراهام للرقص المعاصر، مدرسة العالم الجديد للفنون، باليه توماس أرمور للشباب، جامعة نورث كارولينا في غرينسبورو، جامعة إيلون، ومدرسة كولبورن في لوس أنجلوس. في عام 2017، أسست مهرجان ويك فورست للرقص؛ وهو مهرجان للرقص العام؛ قدمته آرتس ويك فورست وبالشراكة مع قسم ويك فورست للمتنزهات والاستجمام، وتعمل كمديرة له.
هي سفيرة لمؤسسة دانسينغ انجليس، وهي مؤسسة للمنح الدراسية- غير ربحية- للطلاب الراقصين.
في عام 2018، حصلت على جائزة ألتو جونيو لأفضل راقصة.